# ملا کمال‌لی
ملّا کمال‌لی (به لاتین: Mollakamallı، پیش‌تر با نام کویبیشف‌کند Kuybışevkənd) یک منطقه مسکونی در جمهوری آذربایجان است که در شهرستان شابران واقع شده‌است. ملا کمال‌لی ۲۷۵ نفر جمعیت دارد.